# Fred Avey
Frederick Avey (31 tháng 8 năm 1909 – 17 tháng 9 năm 1999) là một cầu thủ bóng đá người Anh thi đấu ở vị trí tiền đạo cuối thập niên 1920, đầu thập niên 1930. Ông sinh ra ở Poplar, Luân Đôn.